# 崇德县
崇德县是浙江省境内已经撤销的一个县。
後晉高祖石敬瑭天福三年（938年），吴越国析嘉兴县西南的崇德、南津、语儿、千乘、积善、石门、募化七乡，置崇德县，属于秀州。
元朝元贞元年（1295年），升为崇德州。
明朝洪武初年，复为县。成化年间，崇德县东北分设桐乡县。
清朝时，为避年号讳改名石门县。
民国三年（1914年），因与湖南省石门县重名复名崇德县。1958年撤销，辖区并入桐乡县；1993年，撤县设桐乡市（仍然为县级市）。驻地在今崇福镇。